# Уильямс, Кенрик
Кенрик Уильямс (англ. Kenrich Williams; род. 2 декабря 1994, Уэйко, Техас) — американский профессиональный баскетболист, выступающий за клуб НБА «Оклахома-Сити Тандер». Играет на позиции атакующего защитника и лёгкого форварда.

## Профессиональная карьера

### Нью-Орлеан Пеликанс (2018–2020)
После того, как Уильямс не был выбран на драфте НБА 2018 года, он подписал контракт с «Денвер Наггетс» для участия в Летней лиге НБА. 24 июля Уильямс подписал контракт с «Нью-Орлеан Пеликанс». Позже Уильямс дебютировал в НБА 17 октября 2018 года в разгромной победе над «Хьюстон Рокетс». Во время своего сезона новичка он также играл за «Уэстчестер Никс» и «Техас Лэджендс» из Джи-Лиги НБА. 30 января 2019 года Уильямс установил новый рекорд в карьере по результативности, набрав 21 очко, и установил личные рекорды по попаданиям с игры (8), трёхочковым (5), передачам (3) и минутам (38) в проигранном со счётом 99–105 матче против «Денвер Наггетс».

### Оклахома-Сити Тандер (2020–настоящее время)
24 ноября 2020 года Уильямс стал частью обмена между четырьмя командами, в ходе которого он был отправлен в клуб Оклахома-Сити Тандер.
20 июля 2022 года Уильямс повторно подписал контракт с «Тандер» на четыре года на сумму 27,2 млн долларов. 2 марта 2023 года «Тандер» объявили, что он получил травму левого запястья и перенесёт операцию для ее решения, он досрочно завершил сезон 2022/2023.
7 февраля 2023 года Леброн Джеймс побил рекорд результативности НБА, когда против него защищался Уильямс.
18 сентября 2024 года Уильямс перенёс операцию на правом колене.

## Статистика

### Статистика в НБА
| Сезон                                                                                    | Команда       | Регулярный сезон | Регулярный сезон | Регулярный сезон | Регулярный сезон | Регулярный сезон | Регулярный сезон | Регулярный сезон | Регулярный сезон | Регулярный сезон | Регулярный сезон | Регулярный сезон | Серия плей-офф | Серия плей-офф | Серия плей-офф | Серия плей-офф | Серия плей-офф | Серия плей-офф | Серия плей-офф | Серия плей-офф | Серия плей-офф | Серия плей-офф | Серия плей-офф |
| Сезон                                                                                    | Команда       | GP               | GS               | MPG              | FG%              | 3P%              | FT%              | RPG              | APG              | SPG              | BPG              | PPG              | GP             | GS             | MPG            | FG%            | 3P%            | FT%            | RPG            | APG            | SPG            | BPG            | PPG            |
| ---------------------------------------------------------------------------------------- | ------------- | ---------------- | ---------------- | ---------------- | ---------------- | ---------------- | ---------------- | ---------------- | ---------------- | ---------------- | ---------------- | ---------------- | -------------- | -------------- | -------------- | -------------- | -------------- | -------------- | -------------- | -------------- | -------------- | -------------- | -------------- |
| 2018/19                                                                                  | Нью-Орлеан    | 46               | 29               | 23,5             | 38,4             | 33,3             | 68,4             | 4,8              | 1,8              | 1,0              | 0,4              | 6,1              | Не участвовал  | Не участвовал  | Не участвовал  | Не участвовал  | Не участвовал  | Не участвовал  | Не участвовал  | Не участвовал  | Не участвовал  | Не участвовал  | Не участвовал  |
| 2019/20                                                                                  | Нью-Орлеан    | 39               | 18               | 21,3             | 34,7             | 25,8             | 34,6             | 4,8              | 1,5              | 0,7              | 0,5              | 3,5              | Не участвовал  | Не участвовал  | Не участвовал  | Не участвовал  | Не участвовал  | Не участвовал  | Не участвовал  | Не участвовал  | Не участвовал  | Не участвовал  | Не участвовал  |
| 2020/21                                                                                  | Оклахома-Сити | 66               | 13               | 21,6             | 53,3             | 44,4             | 57,1             | 4,1              | 2,3              | 0,8              | 0,3              | 8,0              | Не участвовал  | Не участвовал  | Не участвовал  | Не участвовал  | Не участвовал  | Не участвовал  | Не участвовал  | Не участвовал  | Не участвовал  | Не участвовал  | Не участвовал  |
| 2021/22                                                                                  | Оклахома-Сити | 49               | 0                | 21,9             | 46,1             | 33,9             | 54,5             | 4,5              | 2,2              | 0,9              | 0,2              | 7,4              | Не участвовал  | Не участвовал  | Не участвовал  | Не участвовал  | Не участвовал  | Не участвовал  | Не участвовал  | Не участвовал  | Не участвовал  | Не участвовал  | Не участвовал  |
| 2022/23                                                                                  | Оклахома-Сити | 53               | 10               | 22,8             | 51,7             | 37,3             | 43,6             | 4,9              | 2,0              | 0,8              | 0,3              | 8,0              | Не участвовал  | Не участвовал  | Не участвовал  | Не участвовал  | Не участвовал  | Не участвовал  | Не участвовал  | Не участвовал  | Не участвовал  | Не участвовал  | Не участвовал  |
| 2023/24                                                                                  | Оклахома-Сити | 69               | 1                | 14,9             | 46,8             | 39,7             | 50,0             | 3,0              | 1,3              | 0,6              | 0,1              | 4,7              | 7              | 0              | 4,5            | 25,0           | 0,0            | -              | 1,1            | 0,4            | 0,1            | 0,0            | 0,6            |
|                                                                                          | Всего         | 322              | 71               | 20,6             | 46,8             | 36,0             | 51,9             | 4,3              | 1,9              | 0,8              | 0,3              | 6,4              | 7              | 0              | 4,5            | 25,0           | 0,0            | -              | 1,1            | 0,4            | 0,1            | 0,0            | 0,6            |
| Наведите курсор мыши на аббревиатуры в заголовке таблицы, чтобы прочесть их расшифровку. |               |                  |                  |                  |                  |                  |                  |                  |                  |                  |                  |                  |                |                |                |                |                |                |                |                |                |                |                |

### Статистика в Джи-Лиге
| Сезон                                                                                    | Команда         | Регулярный сезон | Регулярный сезон | Регулярный сезон | Регулярный сезон | Регулярный сезон | Регулярный сезон | Регулярный сезон | Регулярный сезон | Регулярный сезон | Регулярный сезон | Регулярный сезон | Серия плей-офф | Серия плей-офф | Серия плей-офф | Серия плей-офф | Серия плей-офф | Серия плей-офф | Серия плей-офф | Серия плей-офф | Серия плей-офф | Серия плей-офф | Серия плей-офф |
| Сезон                                                                                    | Команда         | GP               | GS               | MPG              | FG%              | 3P%              | FT%              | RPG              | APG              | SPG              | BPG              | PPG              | GP             | GS             | MPG            | FG%            | 3P%            | FT%            | RPG            | APG            | SPG            | BPG            | PPG            |
| ---------------------------------------------------------------------------------------- | --------------- | ---------------- | ---------------- | ---------------- | ---------------- | ---------------- | ---------------- | ---------------- | ---------------- | ---------------- | ---------------- | ---------------- | -------------- | -------------- | -------------- | -------------- | -------------- | -------------- | -------------- | -------------- | -------------- | -------------- | -------------- |
| 2018/19                                                                                  | Уэстчестер Никс | 5                | 0                | 29,3             | 52,7             | 16,7             | 41,2             | 11,8             | 3,8              | 1,8              | 1,0              | 13,4             | Не участвовал  | Не участвовал  | Не участвовал  | Не участвовал  | Не участвовал  | Не участвовал  | Не участвовал  | Не участвовал  | Не участвовал  | Не участвовал  | Не участвовал  |
| 2018/19                                                                                  | Техас Лэджендс  | 2                | 1                | 31,8             | 48,1             | 42,9             | 33,3             | 7,0              | 3,0              | 3,0              | 1,0              | 15,0             | Не участвовал  | Не участвовал  | Не участвовал  | Не участвовал  | Не участвовал  | Не участвовал  | Не участвовал  | Не участвовал  | Не участвовал  | Не участвовал  | Не участвовал  |
|                                                                                          | Всего           | 7                | 1                | 30,0             | 51,2             | 26,3             | 40,0             | 10,4             | 3,6              | 2,1              | 1,0              | 13,9             | Не участвовал  | Не участвовал  | Не участвовал  | Не участвовал  | Не участвовал  | Не участвовал  | Не участвовал  | Не участвовал  | Не участвовал  | Не участвовал  | Не участвовал  |
| Наведите курсор мыши на аббревиатуры в заголовке таблицы, чтобы прочесть их расшифровку. |                 |                  |                  |                  |                  |                  |                  |                  |                  |                  |                  |                  |                |                |                |                |                |                |                |                |                |                |                |

### Статистика в NCAA
| Сезон | Команда | Conf   | Class | GP  | GS | MPG  | FG%  | 3P%  | FT%  | RPG | APG | SPG | BPG | PPG  |
| --- | ------- | ------ | ----- | --- | -- | ---- | ---- | ---- | ---- | --- | --- | --- | --- | ---- |
| 2014/15 | ТКУ     | Big 12 | SO    | 33  | 17 | 27,8 | 47,7 | 35,5 | 60,7 | 6,7 | 1,4 | 0,9 | 1,0 | 8,6  |
| 2016/17 | ТКУ     | Big 12 | JR    | 37  | 36 | 32,7 | 49,5 | 36,3 | 58,6 | 9,7 | 2,7 | 1,5 | 0,6 | 11,4 |
| 2017/18 | ТКУ     | Big 12 | SR    | 32  | 32 | 36,0 | 47,7 | 39,5 | 68,8 | 9,3 | 3,9 | 1,8 | 0,5 | 13,2 |
| Всего | Всего   | Всего  | Всего | 102 | 85 | 32,2 | 48,4 | 37,5 | 62,5 | 8,6 | 2,7 | 1,4 | 0,7 | 11,0 |
| Наведите курсор мыши на аббревиатуры в заголовке таблицы, чтобы прочесть их расшифровку Статистика приведена с сайта sports-reference.com |         |        |       |     |    |      |      |      |      |     |     |     |     |      |